# Bartosz Danowski
Bartosz Danowski-Ździebło (ur. w 1975 r. w Katowicach) – autor książek i artykułów z dziedziny informatyki. Pracę zawodową rozpoczął w 1997 roku w Centralnym Ośrodku Informatyki Górnictwa, by po 6 latach poświęcić się wyłącznie pisaniu książek, artykułów oraz prowadzeniu kursów. Od początku współpracuje z Wydawnictwem Helion. Publikuje również w miesięcznikach Chip i Magazyn Internet. Jego książki do tej pory sprzedały się w liczbie ponad 350 000 egzemplarzy.

## Publikacje
- 2000, HTML 4. Ćwiczenia praktyczne (ISBN 83-7197-385-3)
- 2001, FrontPage 2000. Ćwiczenia praktyczne (ISBN 83-7197-417-5)
- 2001, MS FrontPage XP. Ćwiczenia praktyczne (ISBN 83-7197-532-5)
- 2001, Kaskadowe arkusze stylów. Ćwiczenia praktyczne (ISBN 83-7197-550-3)
- 2001, MS Excel 2002/XP. Ćwiczenia praktyczne (ISBN 83-7197-633-X)
- 2001, Nagrywanie płyt CD w Windows i Linuksie. Ćwiczenia praktyczne (ISBN 83-7197-503-1)
- 2001, FrontPage 2000. Ćwiczenia praktyczne (ISBN 83-7197-417-5)
- 2001, Kaskadowe arkusze stylów. Ćwiczenia praktyczne (ISBN 83-7197-550-3)
- 2001, MS FrontPage XP. Ćwiczenia praktyczne (ISBN 83-7197-532-5)
- 2002, Easy CD Creator. Nagrywanie płyt CD. Ćwiczenia praktyczne (ISBN 83-7197-871-5)
- 2002, Norton Ghost i Drive Image. Ratowanie danych. Ćwiczenia (ISBN 83-7197-875-8)
- 2002, Nero Burning ROM. Nagrywanie płyt CD. Ćwiczenia praktyczne (ISBN 83-7197-870-7)
- 2002, ABC kaskadowych arkuszy stylów (CSS) (ISBN 83-7197-747-6)
- 2002, FrontPage 2002/XP PL. Ćwiczenia praktyczne (ISBN 83-7197-660-7)
- 2002, ABC nagrywania płyt CD (ISBN 83-7197-716-6)
- 2002, Komputer PC. Ćwiczenia praktyczne (ISBN 83-7197-840-5)
- 2002, Nagrywanie płyt CD. Ćwiczenia zaawansowane (ISBN 83-7197-944-4)
- 2003, ABC sam składam komputer (ISBN 83-7361-077-4)
- 2003, Komputerowy montaż wideo. Ćwiczenia praktyczne (ISBN 83-7361-240-8)
- 2003, Nagrywanie płyt CD i DVD. Kurs (ISBN 83-7361-309-9)
- 2003, Nagrywanie płyt DVD. Ćwiczenia praktyczne (ISBN 83-7361-202-5)
- 2003, ABC Neostrada (ISBN 83-7361-252-1)
- 2003, Nero 6. Nagrywanie płyt CD i DVD. Ćwiczenia praktyczne (ISBN 83-7361-400-1)
- 2003, Gadu-Gadu, Tlen, ICQ i inne komunikatory internetowe. Ćwiczenia praktyczne (ISBN 83-7197-934-7)
- 2003, ABC tworzenia stron WWW (ISBN 83-7361-017-0)
- 2003, ABC nagrywania płyt DVD (ISBN 83-7361-088-X)
- 2003, Tworzenie stron WWW w praktyce (ISBN 83-7197-945-2)
- 2003, Tuning, wyciszanie i overclocking komputera PC (ISBN 83-7361-251-3)
- 2004, Zwiększ moc swojego komputera czyli 101 sposobów na poprawę wydajności (ISBN 83-7361-262-9)
- 2004, ABC nagrywania płyt CD. Wydanie II (ISBN 83-7361-250-5)
- 2004, BIOS. Przewodnik (ISBN 83-7361-383-8)
- 2004, Spam. Profilaktyka i obrona (ISBN 83-7361-316-1)
- 2004, Norton Ghost 2003. Ćwiczenia (ISBN 83-7361-567-9)
- 2005, Hardware. Leksykon pojęć sprzętowych (ISBN 83-246-0124-4)
- 2005, Komputer PC. Poradnik kupującego (ISBN 83-246-0206-2)
- 2005, Instrukcja obsługi komputera (ISBN 83-7361-761-2)
- 2005, Świat według Mozilli. Firefox (ISBN 83-7361-924-0)
- 2005, Po prostu Nero 6 (ISBN 83-7361-742-6)
- 2005, Linux. Nagrywanie płyt CD i DVD (ISBN 83-7361-878-3)
- 2005, BIOS. Przewodnik. Wydanie II (ISBN 83-246-0020-5)
- 2005, Świat według Mozilli. Thunderbird (ISBN 83-246-0088-4)
- 2005, Windows XP. Instalacja i naprawa. Ćwiczenia praktyczne (ISBN 83-246-0251-8)
- 2005, ABC sam składam komputer. Wydanie II (ISBN 83-246-0025-6)
- 2006, Darmowe oprogramowanie. Leksykon (ISBN 83-246-0276-3)
- 2006, Cyfrowe albumy fotograficzne. Ćwiczenia (ISBN 83-246-0470-7)
- 2006, Komputerowy montaż wideo. Ćwiczenia praktyczne. Wydanie II (ISBN 83-246-0675-0)
- 2006, Komputer PC. Ćwiczenia praktyczne. Wydanie II (ISBN 83-246-0593-2)
- 2006, Nero 7. Nagrywanie płyt CD i DVD. Ćwiczenia praktyczne (ISBN 83-246-0326-3)
- 2006, HTML i XHTML. Ćwiczenia praktyczne (ISBN 83-246-0568-1)
- 2006, ABC tworzenia stron WWW. Wydanie II (ISBN 83-246-0605-X)
- 2006, Po prostu Nero 7 (ISBN 83-246-0001-9)
- 2006, ABC sam naprawiam komputer (ISBN 83-246-0132-5)
- 2007, Windows XP. Naprawa i optymalizacja. Ćwiczenia praktyczne (ISBN 978-83-246-0702-0)
- 2007, Nagrywanie płyt CD i DVD. Ilustrowany przewodnik (ISBN 978-83-246-0606-1)
- 2007, Nagrywanie płyt CD i DVD. Kurs. Wydanie II (ISBN 978-83-246-0799-0)
- 2007, Nero 7 Essentials. Ćwiczenia praktyczne (ISBN 978-83-246-0460-9)
- 2007, Windows Vista PL. Instalacja i naprawa. Ćwiczenia praktyczne (ISBN 978-83-246-1034-1)
- 2007, Montaż komputera PC. Ilustrowany przewodnik (ISBN 978-83-246-0693-1)
- 2007, Tablice informatyczne. CSS (ISBN 978-83-246-0583-5)
- 2007, Pozycjonowanie i optymalizacja stron WWW. Jak to się robi (ISBN 978-83-246-0690-0)
- 2007, ABC sam optymalizuję komputer (ISBN 978-83-246-1037-2)
- 2007, Instrukcja obsługi komputera. Wydanie II (ISBN 978-83-246-1178-2)
- 2007, BIOS. Przewodnik. Wydanie III (ISBN 978-83-246-1123-2)
- 2007, Dziecko w sieci (ISBN 978-83-246-1057-0)
- 2007, ABC sam składam komputer. Wydanie III (ISBN 978-83-246-1303-8)
- 2007, Tworzenie stron WWW w praktyce. Wydanie III (ISBN 978-83-246-1284-0)
- 2008, Komputer PC. Poradnik bez kantów (ISBN 978-83-246-1620-6)
- 2008, Windows Vista PL. Bez kantów (ISBN 978-83-246-1426-4)
- 2008, Nero 8. Nagrywanie płyt CD i DVD. Ćwiczenia praktyczne (ISBN 978-83-246-1577-3)
- 2008, Google Picasa. Ćwiczenia praktyczne (ISBN 978-83-246-1947-4)
- 2008, ABC nagrywania płyt (ISBN 978-83-246-1157-7)
- 2008, ABC sam naprawiam komputer. Wydanie II (ISBN 978-83-246-1935-1)
- 2008, Windows Vista. Naprawa i optymalizacja. Ćwiczenia praktyczne (ISBN 978-83-246-2009-8)
- 2009, Pozycjonowanie i optymalizacja stron WWW. Jak się to robi. Wydanie II poprawione i uzupełnione (ISBN 978-83-246-1936-8)
- 2009, Pozycjonowanie i optymalizacja stron WWW. Ćwiczenia praktyczne (ISBN 978-83-246-2217-7)
- 2009, ABC laptopów (ISBN 978-83-246-2075-3)
- 2009, Montaż komputera PC. Ćwiczenia praktyczne (ISBN 978-83-246-2421-8)
- 2009, Windows 7 PL. Instalacja i naprawa. Ćwiczenia praktyczne (ISBN 978-83-246-2475-1)
- 2009, Szkoła bezpiecznej jazdy (ISBN 978-83-246-2566-6)
- 2010, ABC Sam składam komputer. Wydanie IV (ISBN 978-83-246-2756-1)
- 2010, Wi-Fi. Domowe sieci bezprzewodowe. Ilustrowany przewodnik (ISBN 978-83-246-2633-5)
- 2010, Montaż komputera PC. Ilustrowany przewodnik. Wydanie II (ISBN 978-83-246-2619-9)
- 2010. BIOS. Przewodnik. Wydanie IV (ISBN 978-83-246-2696-0)
- 2010. Internet. Dla seniorów (ISBN 978-83-246-2841-4)
- 2010. Laptopy. Dla seniorów (ISBN 978-83-246-2844-5)
- 2011. Wstęp do HTML5 i CSS3 (ISBN 978-83-246-3076-9)
- 2011. Pozycjonowanie i optymalizacja stron WWW. Jak się to robi. Wydanie III (ISBN 978-83-246-3309-8)
- 2012. HTML5. Ćwiczenia praktyczne (ISBN 978-83-246-3791-1)
- 2012. Tablice informatyczne. CSS3 (ISBN 978-83-246-3926-7)
- 2012. Zakupy w sieci dla seniorów (ISBN 978-83-246-3676-1)
- 2012. Komputer. Rozwiązywanie problemów dla seniorów (ISBN 978-83-246-3697-6)
- 2013. Pozycjonowanie i optymalizacja stron WWW. Wydanie II. Ćwiczenia praktyczne (ISBN 978-83-246-6539-6)
- 2013. Internet na sztandarach, czyli jak wygrać wybory i zdobyć popularność (ISBN 978-8-3785-3372-6)
- 2014. Minecraft. Crafting, czary i świetna zabawa (ISBN 978-83-246-9852-3)
- 2014. Minecraft. Tablice craftingu, alchemii i metalurgii ISBN 978-83-283-0235-8
- 2014. Tworzenie stron WWW w praktyce. Wydanie III (ISBN 978-83-246-6538-9)
- 2015. Farming Simulator. Podręcznik gracza (ISBN 978-83-283-1571-6)
- 2015. Windows 10 PL. System dla wymagających (ISBN 978-83-283-0827-5)
- 2015. Windows 10 PL. Dla seniorów (ISBN 978-83-283-0588-5)
- 2015. Excel 2013. Kurs video. Poziom pierwszy. Kluczowe umiejętności i najlepsze praktyki (ISBN 978-83-283-1343-9)
- 2016. Windows 10. Kurs video. Krok po kroku (ISBN 978-83-283-2506-7)
- 2016. Dziecko w sieci. Wydanie II (ISBN 978-83-283-2637-8)
- 2016. Minecraft. Kreatywna nauka i zabawa (ISBN 978-83-283-2258-5)
- 2016. Facebook. Włącz się do gry (ISBN 978-83-283-0847-3)
- 2017. Minecraft. Crafting, czary i świetna zabawa. Wydanie II (ISBN 978-83-283-3282-9)
- 2017. Minecraft. Crafting, kouzla a skvělá zábava. Druhé vydání (ISBN 978-83-283-3273-7)
- 2017. Zarabiaj na nieruchomościach. Praktyczny poradnik, jak kupić, wyremontować i wynająć mieszkanie (ISBN 978-83-283-3188-4)
- 2017. E-booki. Poradnik dla początkujących e-czytelników ISBN 978-83-283-3625-4
- 2017. Jak mądrze kupić mieszkanie, dom lub działkę. Poradnik praktyków ISBN 978-83-283-3852-4
- 2018. Tablice informatyczne. CSS3. Wydanie II (ISBN 978-83-283-4311-5)
- 2018. Jak korzystnie sprzedać mieszkanie, dom, działkę lub inną nieruchomość. Poradnik praktyków (ISBN 978-83-283-3853-1)

## Wideokursy
- 2015. Excel 2013. Kurs video. Poziom pierwszy. Kluczowe umiejętności i najlepsze praktyki (ISBN 978-83-283-1343-9)
- 2016. Windows 10. Kurs video. Krok po kroku (ISBN 978-83-283-2506-7)
- 2016. Zagraj z nami w Minecraft. Kurs video. Pierwsze kroki (ISBN 978-83-283-3074-0)